# デッドウッド 〜決戦のワイルドタウン〜
『デッドウッド 〜決戦のワイルドタウン〜』（Deadwood: The Movie）は、ダニエル・ミナハン監督、デヴィッド・ミルチ脚本による2019年のアメリカ合衆国のテレビ映画である。2004年から2006年にかけて3シーズンが放送された『デッドウッド 〜銃とSEXとワイルドタウン』の続編であり、ティモシー・オリファント、イアン・マクシェーン、モリー・パーカー、ポーラ・マルコムソン、ジョン・ホークス、ジェラルド・マクレイニーといったキャスト陣が再結集した。2019年5月31日にHBOで初放送された。

## キャスト
- ティモシー・オリファント
- イアン・マクシェーン
- モリー・パーカー
- ポーラ・マルコムソン（英語版）
- W・アール・ブラウン（英語版）
- デイトン・キャリー（英語版）
- キム・ディケンズ
- ブラッド・ドゥーリフ
- アンナ・ガン
- ジョン・ホークス
- ジェラルド・マクレイニー
- レオン・リッピー
- ウィリアム・サンダーソン
- ロビン・ワイガート
- ブレント・セクストン（英語版）
- ショーン・ブリジャース（英語版）
- ジェリ・ジュエル（英語版）
- フランクリン・アジェイ（英語版）
- キーオン・ヤング
- ピーター・ジェイソン（英語版）
- クレオ・キング
- トニー・カラン
- ジェイド・ペティジョン（英語版）
- リリー・キーン
- ドン・スウェイジ
- アラン・コー
- ルーク・パトリック・ダッジ
- ノエル・E・パーカー
- レティシア・ラグテンコ

## 製作

### 企画
2006年6月5日に『デッドウッド 〜銃とSEXとワイルドタウン』が打ち切られると、HBOとクリエーターのデヴィッド・ミルチは第4シーズンの代わりに2時間のテレビ映画2本を製作する約束を交わした。2007年7月12日、HBOの幹部はテレビ映画の製作が困難であり、可能性は「五分五分」であることを明かした。2007年10月1日に俳優のイアン・マクシェーンはインタビューで番組のセットは解体される予定であり、映画は作られないだろうと述べ、さらに後日、ジム・ビーヴァーとW・アール・ブラウンはシリーズはもう終わったものと考えているとコメントした。
2015年8月12日、HBOとミルチの間で映画『デッドウッド』の話し合いが再開されたことが報じられた。2016年1月、HBOはミルチに脚本執筆のグリーンライトを出した。2017年4月19日、マクシェーンはミルチが2時間の映画『デッドウッド』の脚本をHBOに提出し、「2時間の映画脚本がHBOに届けられた。彼らが（完成品を）届けなかったら、彼らを責めよう」と述べた。2017年11月12日、TVLineは映画『デッドウッド』の撮影は2018年秋開始を予定されているが、まだHBOが正式にプロジェクトのグリーンライトを出していないと報じた。
2018年7月25日、HBOは『デッドウッド』のグリーンライトを出し、オリジナルシリーズで4話を監督したダニエル・ミナハンが映画を監督し、2018年10月に撮影が始まることを明かした。2018年8月21日、W・アール・ブラウンはメインキャストのほぼ全員が復帰するが、既に亡くなってしまったパワーズ・ブースとラルフ・リッチェソンのキャラクターの代役は立てられないことを明かした。ブラウンは「（タイタス・ウェリヴァーが演じた）シラス・アダムスを除く、また息のあるメインキャストは全員」が復帰すると述べた。ブラウンによると2018年10月5日より撮影開始予定であった。

### 撮影
2018年11月5日、HBOは撮影開始を発表した。オリジナルシリーズのキャストのうちイアン・マクシェーン、ティモシー・オリファント、モリー・パーカー、ポーラ・マルコムソン、ジョン・ホークス、アンナ・ガン、デイトン・キャリー、ブラッド・ドゥーリフ、ロビン・ワイガート、W・アール・ブラウン、ウィリアム・サンダーソン、キム・ディケンズ、ジェラルド・マクレイニーが復帰し、また新たにジェイド・ペティジョンとリリー・キーンが加わった。
2018年12月、ニック・ピゾラットがミルチの脚本執筆を手伝ったことが明かされた。番組の鉱山街はプロダクションデザイナーのマリア・カソによって再現され、『ウエストワーク』と同じセットで撮影された。2019年4月にアルツハイマー病を患っていることを明かしたミルチは映画の撮影には関与しない方針を取り、監督のダニエル・ミナハンと共同エグゼクティブ・プロデューサー兼脚本家のレジーナ・コラードに詳細の管理を依頼した。2018年12月19日に撮影の写真の1枚目が公表された。
2019年2月24日、HBOの年内のラインナップ発表の際に始めて映像が公開された。全長版の予告編は2019年4月25日に公開された。

## 評価

### 批評家の反応
レビュー・アグリゲーター・サイトのRotten Tomatoesでは75件のレビューで支持率は97%、平均点は8.42/10となった。Metacriticでは27件のレビューで加重平均値は87/100と示された。
『インディワイア』のベン・トラヴァースは「A-」を与え、映画を「ほろ苦い、残酷に正直な勝利」と評した。また映画の最後の台詞を「これまでに書かれた中で最も偉大なものの1つ」と評した。

### 視聴率
2019年5月31日にHBOで放送され、93万1000人の視聴者を獲得した。

### 受賞とノミネート
| 年   | 賞                       | 部門                                                | 候補 | 結果       | 参照   |
| ---- | ------------------------ | --------------------------------------------------- | --- | ---------- | ------ |
| 2019 | TCA賞                    | 映画・ミニシリーズ・スペシャル作品賞                | 『デッドウッド 〜決戦のワイルドタウン〜』 | ノミネート | [ 27 ] |
| 2019 | プライムタイム・エミー賞 | テレビ映画作品賞                                    | 『デッドウッド 〜決戦のワイルドタウン〜』 | ノミネート | [ 28 ] |
| 2019 | プライムタイム・エミー賞 | 撮影賞 (リミテッドシリーズ・映画)                   | デヴィッド・クライン | ノミネート | [ 28 ] |
| 2019 | プライムタイム・エミー賞 | 補助視覚効果賞                                      | エリック・ヘイデン、デヴィッド・アルテナウ、アレックス・トーレス、ジョセフ・ヴィンセント・パイク、イアン・ノースロップ、クリストファー・フリン、デヴィッド・ブルーメンフェルド、マシュー・ラパポート、デヴィッド・ランド                                                                 | ノミネート | [ 28 ] |
| 2019 | プライムタイム・エミー賞 | 音響賞 (リミテッドシリーズ・映画)                   | ジョン・W・クック2世、ウィリアム・フリーシュ、ジェフリー・パターソン | ノミネート | [ 28 ] |
| 2019 | プライムタイム・エミー賞 | シングルカメラ作品編集賞 (リミテッドシリーズ・映画) | マーティン・ニコルソン、エリック・フェファーマン | ノミネート | [ 28 ] |
| 2019 | プライムタイム・エミー賞 | ヘアスタイリング賞 (リミテッドシリーズ・映画)       | メリッサ・ヨンキー、レイン・トルジンスキー、ホセ・ザモラ | ノミネート | [ 28 ] |
| 2019 | プライムタイム・エミー賞 | 非人工物メイクアップ賞 (リミテッドシリーズ・映画)   | ラナ・ホロホフスキー、モーリン・バーク、レサ・ニールセン・ダフ、ロン・パイプス、メアリー・ケイ・モース・ウィット | ノミネート | [ 28 ] |
| 2019 | プライムタイム・エミー賞 | 音響編集賞 (リミテッドシリーズ・映画・スペシャル)   | マンデル・ウィンター、ダニエル・コールマン、ベン・クック、バーナード・ワイザー、ブライアン・アームストロング、シェーン・ヘイズ、ロブ・チェン、ディアナ・カールトン・ティム、ミカ・リバーマン、エリーヌ・プリン、ジョン・シーベルト、ステファン・フラティチェリ、ジェイソン・シャルボノー | ノミネート | [ 28 ] |